# Catedral de San Mel (Ardagh)
La Catedral de San Mel o simplemente Catedral de Ardagh (en inglés: Cathedral of Saint Mel) es el nombre dado a las ruinas de una iglesia católica medieval en el pueblo de Ardagh, Condado de Longford en Irlanda, que no debe confundirse con la Catedral de San Mel en la ciudad de Longford. Los cambios en la iglesia en el siglo XII hicieron de la Catedral de San Mel en Ardagh el centro de la diócesis de Ardagh, demostrando la importancia del sitio como una catedral y sede de un obispado. Aunque conocida como la Catedral de Saint Mel, la iglesia arruinada data de tres siglos después de la muerte del santo, y es anterior a la introducción de un sistema diocesano en Irlanda.
Según la tradición, un monasterio fue fundado en Ardagh por St. Patrick, que hizo a su sobrino, San Mel de Ardagh su obispo o abad. Aunque no hay evidencia histórica o arqueológica para apoyar tal afirmación San Mel todavía es considerado generalmente como el fundador de la diócesis de Ardagh. El edificio fue severamente dañado en medio de la guerra en 1496 y nunca fue restaurado. 

## Véase también

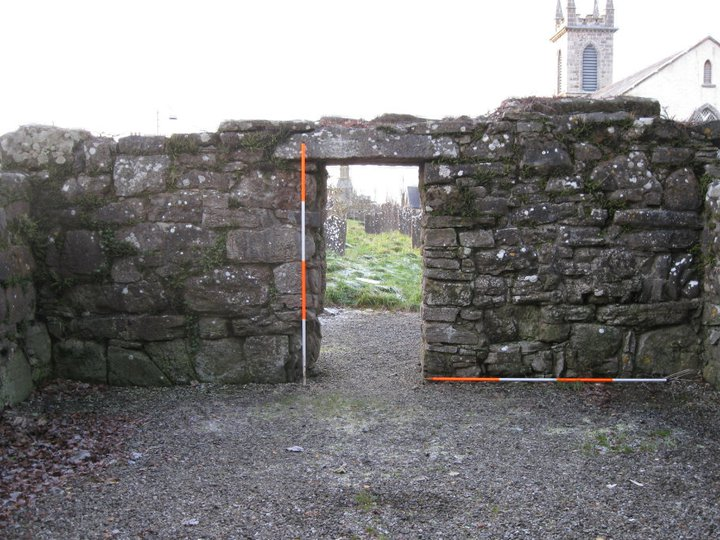
Otra vista de las ruinas